# 雅罗斯拉夫·鲁德尼茨基
雅罗斯拉夫-博赫丹·安东诺维奇·鲁德尼茨基 OC（發音：[jɐroˈslɑu̯ boɦˈdɑn rʊdˈnɪtsʲkɪj]；1910年11月18日—1995年10月19日），烏克蘭裔加拿大语言学家和词典编纂者，专攻词源学和尊名学、民俗学家、书目学家、旅行作家和公关人员。他是加拿大斯拉夫研究的先驱之一，也是加拿大“多元文化主义”的奠基人之一。在学术方面，他最著名的作品是未完成的两卷《乌克兰语词源词典》（1962-82年）、《乌克兰-德语词典》（1943年）以及对“乌克兰”一词和名称的广泛研究（1951年）。1980年至1989年担任乌克兰人民共和国流亡政府总理。

## 備注
1. ↑  羅馬化：